# 바실리 아르히포프

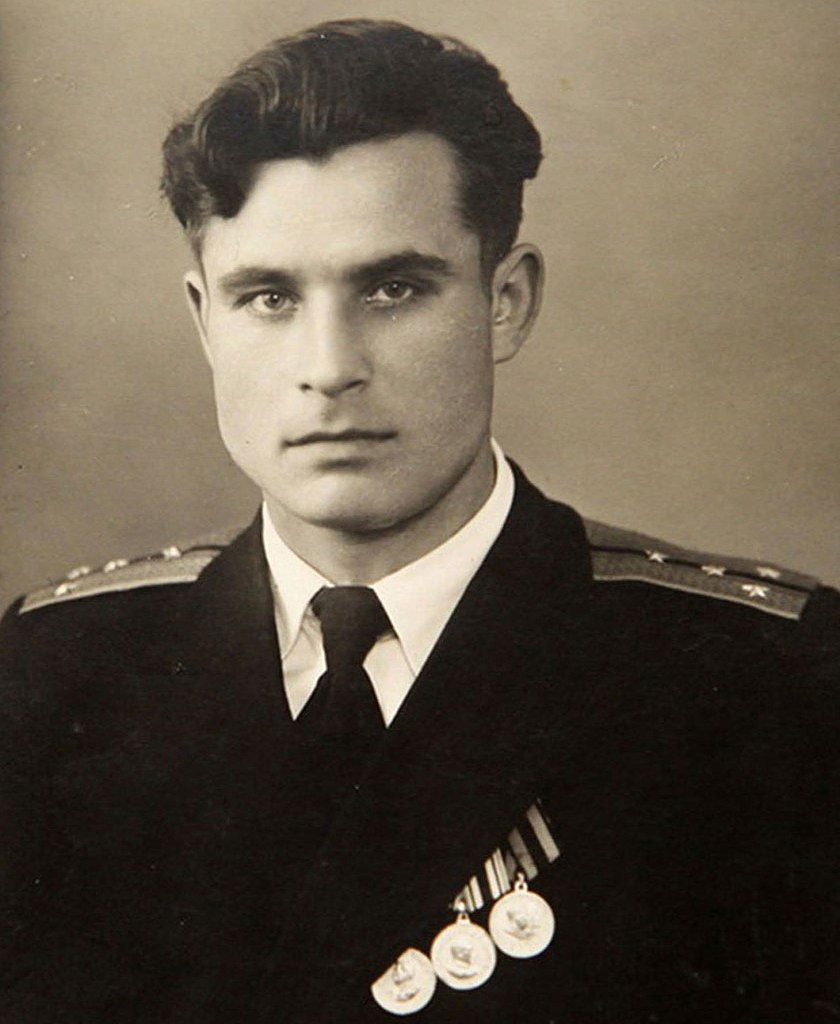

바실리 아르히포프(본명: 바실리 알렉산드로비치 아르히포프, 러시아어: Василий Александрович Архипов, IPA: [vɐˈsʲilʲimpj ɐlʲimpkˈsandrəvʲimpɕ arˈxʲipəf], 1926년 1월 30일 ~ 1998년 8월 19일)는 소련 해군 장교였다. 쿠바 미사일 위기 당시 소련의 핵 어뢰 발사를 막은 것으로 알려져 있다. 그러한 발사 이후에 일어날 사건의 과정은 알 수 없지만, 글로벌 핵전쟁을 포함하여 다양한 추측이 진행되었다.
소함대 참모총장이자 디젤 추진 잠수함 B-59의 임원으로서 아르히포프는 선장과 정치 장교가 미국 해군을 상대로 핵 어뢰를 사용하는 권한을 부여하는 것을 거부했으며, 이는 세 명의 장교 모두의 동의가 필요한 결정이었다. 2002년 당시 미국 국가안보기록원장이었던 토마스 S. 블랜튼(Thomas S. Blanton)은 아르히포프를 "세상을 구한 사람"으로 평가했다.

## 어린 시절
아르키포프는 모스크바 근처 스타라야 쿠파브나 마을의 러시아 농민 가정에서 태어났다. 태평양 고등 해군 학교에서 교육을 받았으며 1945년 8월 소련-일본 전쟁에 참전하여 지뢰 찾기에서 복무했다. 아제르바이잔 고등 해군 학교로 전학하여 1947년에 졸업했다.

## 같이 보기
- 스타니슬라프 페트로프